# Cleistes rosea
Cleistes rosea, es una especies de orquídea de hábitos terrestres. Tiene hojas alternas y flores grandes que se abren sucesivamente, tiene raíces tuberosas delicadas, y se encuentra desde Trinidad a Bolivia y sudeste de Brasil.

## Taxonomía
Cleistes rosea fue descrita por John Lindley y publicado en The Genera and Species of Orchidaceous Plants, 410, en el año 1840.
Etimología
Cleistes: nombre genérico que viene del griego kleistos = "cerrado", en referencia a sus  flores que apenas están abiertas.
rosea: epíteto latíno que significa "de color rosa".
Sinonimia
- Cleistes rosea f. pallida Carnevali & I.Ramírez
- Elleanthus capitalus Rchb. f.
- Epistephium monanthum Poepp. & Endl.
- Pogonia monantha (Poepp. & Endl.) Schltr.
- Pogonia rosea (Lindl.) Rchb.f.
- Pogonia rosea (Lindl.) Hemsl.
- Pogonia rosea var. augusta Hoehne[3]